# Aleksandr Beketov
Pour les articles homonymes, voir Beketov.
Aleksandr Beketov (né en 1970) est un escrimeur russe pratiquant l’épée.
Son titre de gloire est la médaille d’or obtenue lors des Jeux olympiques de 1996 à Atlanta.

## Palmarès
- Jeux olympiques
  - Médaille d'or à l'épée individuelle aux Jeux olympiques de 1996 à Atlanta
  - Médaille d'argent à l'épée par équipe aux Jeux olympiques de 1996 à Atlanta